# Zandra Rhodes
Zandra Lindsey Rhodes, DBE y RDI (19 de septiembre de 1940) es una diseñadora textil y de moda inglesa. Sus primeros trabajos de moda tuvieron un alto impacto en la industria del diseño textil. Rhodes diseñó vestidos para Diana de Gales y otras celebridades. Además, ha diseñado telas para interiores, y estampados para muebles y artículos para el hogar. En 2003 fundó el Museo de la Moda y Textiles en Londres.
A lo largo de sus cincuenta años de carrera, Rhodes ganó numerosos premios por su contribución a la industria de la moda, entre los que se cuentan un Daytime Emmy a la trayectoria individual sobresaliente en las artes escénicas por diseño de vestuario (1979), diseñadora del año (1972) y el premio «British Luxury Legend» (2019).

## Primeros años y formación
Rhodes nació el 19 de septiembre de 1940 en Chatham (Kent, Inglaterra). Su madre era ajustadora en la Casa Worth de París y luego se convirtió en profesora de Arte en la Universidad Medway de Arte, actualmente la Universidad de las Artes Creativas. Su padre estaba en las fuerzas aéreas de Egipto y luego se convirtió en un camionero. Tres años después del nacimiento de Rhodes, su madre tuvo a su hermana, Beverly. Como su madre tenía un trabajo en el mundo de la moda, ella se familiarizó con dicha industria durante su adolescencia. Rhodes, en primer lugar, trabajó en esta institución y su principal área de estudio fue el diseño textil. Algunas de las primeras influencias de Rhodes fueron Roy Lichtenstein, Andy Warhol y Emilio Pucci. Luego, ella siguió estudiando con una beca en el Royal College of Art. Se alejó de los patrones tradicionales que muchos diseñadores estaban utilizando para crear muebles; ella se dedicó a diseñar prendas. En 1964, se graduó en diseño textil de muebles en el hogar.

## Carrera
Los primeros diseños de Rhodes fueron considerados escandalosos por los productores ingleses más tradicionales, por lo que le costó encontrar trabajo. En 1968 inició un emprendimiento con la diseñadora de moda Sylvia Ayton. Las dos abrieron un negocio llamado «Fulham Road Clothes Shop». Este negocio le permitió crear sus propios diseños y aplicarlos a las prendas diseñadas por Ayton. Su primera colección fue de vestidos sueltos y románticos.
En 1969, Rhodes y Ayton se separaron y la primera abrió su propio estudio en Paddington, en el oeste de Londres. Como trabajadora independiente, lanzó su primera colección, que recibió reconocimiento en el mercado británico y estadounidense. Marit Allen, editora de Vogue, presentó esta colección. Este hecho hizo que los vendedores como Henri Bendel, Fortnum & Mason, Neiman Marcus y Saks la compraran. El propio estilo de vida de Rhodes fue tan dramático, glamoroso y extrovertido como sus diseños. Con su cabello teñido de verde brillante, que luego cambió a rosa, rojo u otros colores y su rostro, con maquillaje teatral y joyas artísticas en su cuello, orejas y brazos, estableció su identidad en el mundo de la moda internacional.
Rhodes fue una de las diseñadoras británicas de la nueva ola, que colocaron a Londres en el centro del escenario de la moda en la década de 1970. Sus trabajos se consideran pautas creativas, dramáticas pero con gracia, audaces pero femeninas. La inspiración de Rhodes provino del material orgánico y de la naturaleza. Sus diseños poco convencionales y coloridos se inspiraron en los viajes: franjas de Ucrania y los nativos americanos, flores de Japón, caligrafías y caracoles. Durante su carrera, Rhodes diseñó prendas de noche hechas a mano para mujeres. En 1977, durante la era del punk, diseñó vestidos con agujeros e imperdibles para formar una suerte de bordado, combinado con figuras dibujadas e impresas en seda o gamuza. Al crear sus prendas, utiliza técnicas como capas, fruncido o plisado.
Rhodes ha hecho diseños para Diana de Gales, entre otras personalidades de la realeza británica. Además, diseñó el vestuario de Luke Spiller de The Struts, y el de Freddie Mercury y Brian May, de Queen. También diseñó prendas para Diana Ross y Donna Summer.

### Diseño multidisciplinario
La diseñadora llevó sus creaciones más allá de la moda. En 1976 lanzó su primera colección de decoración de interiores, con licencia de Wamsutta. En ella había ropa de casa, cristalería, almohadones y tapetes. También usó sus patrones para corbatas, lencería y su propia fragancia. En 1995 fundó un estudio en California para lanzarse al mercado del diseño de interiores.
El teatro San Diego Opera le encargó el diseño del vestuario de su primera ópera, La flauta mágica, en 2001. En 2004 se encargó de diseñar nuevamente el vestuario, junto con la escenografía para Los pescadores de perlas de Georges Bizet. También se encargó del vestuario en la versión de Aida de Giuseppe Verdi representada en el Houston Grand Opera y en el English National Opera. En 2002 diseñó un póster para  Transport for London en el que el río Támesis estaba representado como una mujer que usaba los lugares emblemáticos de Londres como si fueran joyería.
Rhodes fundó el Museo de la Moda y Textiles de Londres, inaugurado en mayo de 2003 por la princesa Miguel de Kent. El proyecto, de cuatro millones USD, fue construido en cuatro años por el arquitecto Ricardo Legorreta Vilchis. En 2006, Rhodes lo vendió al Newham College of Further Education, que abrió allí una academia de diseño textil y de modas.
El 22 de septiembre de 2006, realizó un cameo en la telenovela de BBC Radio 4 The Archers. Hizo otra aparición en un capítulo de Absolutely Fabulous de la BBC durante la segunda temporada. Además, fue jueza invitada en el primer episodio de la tercera temporada de Project Catwalk. Rhodes recibió un doctorado honoris causa de la Universidad Heriot-Watt en 2007. En noviembre de 2010, la nombraron rectora de la Universidad de las Artes Creativas.
El 26 de marzo de 2013, Rhodes lanzó una colección digital con quinientas prendas icónicas dentro de su archivo privado, junto con dibujos y entrevistas detrás de escena, además de tutoriales en su estudio. Desde el 27 de septiembre de 2019 hasta el 26 de enero de 2020 se realizó una muestra en el Museo de la Moda y los Textiles llamada «Zandra Rhodes: 50 Years of Fabulous» para conmemorar el 50.º aniversario del inicio de sus actividades independientes.

## Premios y reconocimientos
- Fue nombrada comendadora de la Orden del Imperio Británico (CBE) en 1997 y luego Dama comendadora (DBE) en 2014.[22]
- 1972: Diseñadora del año, Diseñadora Real de la Industria (Royal Society of Arts).[2]
- 1978: Miembro de la Sociedad de Arte Industrial, premio del Moore College of Art and Design (Filadelfia).[2]
- 1979: Daytime Emmy a la trayectoria individual sobresaliente en las artes escénicas por diseño de vestuario.[23]
- 1983: Diseñadora Británica (Comité de Desarrollo Económico Nacional sobre textiles y exportación).
- 1985: Premio Alfa al mejor espectáculo del año (Saks, Nueva Orleans).[24]
- 1986: Premio a la mujer distinguida (Northwood Institute, Dallas).[24]
- 1990: Diseñadora textil número uno, The Observer.[24]
- 1995: Salón de la Fama del Concilio Británico de la Moda.
- 1998: Mujer emprendedora líder del mundo (Star Group, Estados Unidos),[24] premio de honor del National Terrazzo y el honor de la Mosaic Association de Del Mar Terrace.[24]
- 2006: Premio del mecenazgo de arte del Montblanc de la Culture.[25]
- 2019: premio Walpole British Luxury Legend.[1]